# Anders Dahl-Nielsen
Anders Dahl-Nielsen (* 27. Januar 1951 in Aarhus) ist ein ehemaliger dänischer Handballspieler und Handballtrainer.

## Karriere

### Spieler
Anders Dahl-Nielsen wuchs in Hedensted auf und er spielte Fußball in der Jugendabteilung von Vejle BK, wo Allan Simonsen ein Mannschaftskamerad war. Als der vielseitig begabte Sportler das Rødkilde Gymnasium besuchte, entdeckte ein Sportlehrer sein handballerisches Talent. Mit 17 Jahren gab er sein Debüt für die Handballmannschaft von Vejle Idrætsforening, die in der 2. Division spielte. Als er sein Studium in Odense begann, schloss er sich Tarup-Paarup IF an, für die er von 1971 bis 1974 auflief. Anschließend lief er für Fredericia KFUM auf. Mit Fredericia gewann er 1975, 1976, 1977, 1978 und 1979 die Meisterschaft. Ab 1980 spielte er bei Ribe HK, wo er auch als Spielertrainer tätig war und später seine aktive Karriere beendete. Im Jahr 1977 wurde er zu Dänemarks Handballer der Jahres gewählt.
Dahl-Nielsen bestritt insgesamt 209 Länderspiele für die dänische Nationalmannschaft, in denen er 610 Treffer erzielte. Mit Dänemark nahm er 1976, 1980 und 1984 an den Olympischen Spielen teil.

### Trainer und Funktionär
Von 1987 bis 1992 war Dahl-Nielsen Nationaltrainer der dänischen Männer-Nationalmannschaft. Daraufhin trainierte er zwischen 1993 und 1998 den Bundesligisten SG Flensburg-Handewitt, die unter seiner Leitung 1997 den EHF-Pokal gewann. Von 1998 bis 2004 trainierte er den dänischen Erstligisten Skjern Håndbold, der 1999 die Meisterschaft sowie 2002 und 2003 den EHF Challenge Cup gewann. 2004 übernahm Dahl-Nielsen das Amt des sportlichen Leiters bei Skjern und drei Jahre später kehrte er wieder zur SG Flensburg-Handewitt zurück, um dort das Amt des sportlichen Leiters zu übernehmen. Ab 2010 bekleidete er dieses Amt wieder in Skjern.